# 평화상 목록
평화상(Peace Prize)이라는 이름을 가진 상은 다음과 같다.
•아헨 평화상
•아마 디야 무슬림 평화상
•앨버트 아인슈타인 평화상
•브루노 크라이 스키 상
•그리스도 국제 평화상 공동체
•평화 수도원 재단 양심의 용기 상
•공자 평화상
•드레스덴 평화상
•간디 평화상
•간디 평화상
•구시 평화상
•엘 히브리 평화 교육상
•퍼민 평화의 검 (이전의 Wilkinson Sword of Peace)
•독일 도서 무역의 평화상
•국제 아동 평화상
•국제 평화상
•세계 평화위원회 (World Peace Council )에서 수여하는 Joliot-Curie Medal (및 기타)
•레닌 평화상 (이전 스탈린 평화상 )
•맥카시 상
•독일 메노나이트 평화위원회가 수여하는 마이클 새틀 러 평화상
•국립 말라 라 평화상
•니와 노 평화상
•노벨 평화상
•OPCW- 헤이그 상
•오토 한 평화 금메달
•Pacem in Terris Award
•폴 바틀렛 레 평화상
•유엔이 분배 한 제 3 세계 평화 메달
•화해의 친교에 의해 주어지는 Pfeffer Peace Prize
•라몬 마세 이세이 상
•Sean MacBride 평화상
•서울 평화상
•선학평화상
•시드니 평화상
•학생 평화상
•템플턴 상
•토마스 머튼 상
•평화 교육을 위한 유네스코 상
•유엔 퀸즈랜드 커뮤니티 상
•전쟁 저항 자 리그 평화상
•와틀러 평화상
•세계 평화상